# 713 Luscinia
713 Luscinia eller 1911 LS är en asteroid i huvudbältet, som upptäcktes 18 april 1911 av den tyske astronomen Joseph Helffrich i Heidelberg. Den har fått sitt namn efter fågelsläktet Luscinia.
Asteroiden har en diameter på ungefär 97 kilometer och den tillhör asteroidgruppen Cybele.